# Bolewad, Gulbarga
Bolewad là một làng thuộc tehsil Gulbarga, huyện Gulbarga, bang Karnataka, Ấn Độ.